# Pristimantis almendarizi
Pristimantis almendarizi  es una especie de anfibio anuro de la familia Craugastoridae. Esta especie es endémica de la provincia de Morona Santiago en Ecuador. Se encuentra entre los 581 m y 1820 m de altitud en la cordillera de Kutukú. Los machos miden de 23,8 a 26,4 mm y las hembras miden 38,7 26,4 mm. Esta especie está nombrada en el honor de Ana De Lourdes Almendáriz Cabezas.

## Publicación original
- Brito & Pozo-Zamora, 2013 : Una nueva especie de rana terrestre del género Pristimantis (Amphibia: Craugastoridae), de la Cordillera de Kutuku, Ecuador. Papéis Avulsos de Zoologia (São Paulo), vuelo. 53, no 24, p. 315-325 (texto integral).